# Clube Desportivo Progresso do Sambukila da Lunda Sul
Clube Desportivo Progresso do Sambukila da Lunda Sul, meist nur Progresso da Lunda Sul genannt, ist ein angolanischer Fußballverein aus Saurimo, Hauptstadt der Provinz Lunda Sul.
Der Klub empfängt seine Gäste im 15.000 Zuschauer fassenden städtischen Estádio Municipal das Mangueiras.
Der Progresso da Lunda Sul beendete die Saison 2014 als Vize-Meister der zweiten Liga Angolas, dem Gira Angola. In der Folge stieg er erstmals in die oberste Spielklasse Angolas, die Profiliga Girabola auf. Nach jahrzehntelanger Abwesenheit der Provinz Lunda Sul in der ersten Liga verspricht sich auch die Provinzregierung vom Aufstieg des Klubs eine höhere Bekanntheit und Sichtbarkeit der abgelegenen Region in Angola. Möglich wurde der Aufstieg auch durch die finanzielle Unterstützung des Vereins durch den Unternehmer Santos Bikuki.